# Edgar Johan Kuusik

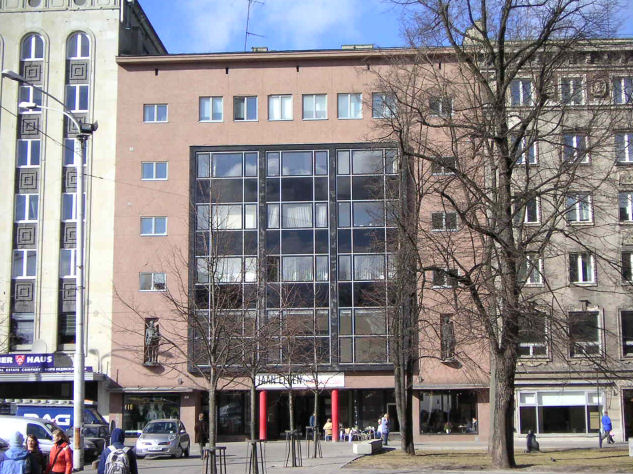
Kunstihoone na Placu Wolności w Tallinnie

Edgar Johan Kuusik (ur. 22 lutego 1888 w Valgjärve, zm. 3 sierpnia 1974 w Tallinnie) – estoński architekt oraz projektant wnętrz i mebli.
Jego styl można opisać jako połączenie baroku, tradycyjnej sztuki i ekspresjonizmu, który był charakterystyczny dla prawie wszystkich młodych architektów w Republice Estońskiej w tym czasie. Kuusik również projektował wnętrza i meble do wielu historycznych i instytucjonalnych budynków.

## Budynki, które zaprojektował
- Kunstihoone, Tallinn - (1934),
- Sakala 2 and 4, Tallinn - (1936),
- Sakala 1, Tallinn - (1938)